# Marius Cozmiuc
Marius Vasile Cozmiuc (Suceava, 7 de septiembre de 1992) es un deportista rumano que compite en remo. Su esposa Ionela-Livia Lehaci y sus cuñados Florin Lehaci y Maria Tivodariu compiten en el mismo deporte.
Participó en cuatro Juegos Olímpicos de Verano, entre los años 2012 y 2024, obteniendo una medalla de plata en Tokio 2020, en la prueba de dos sin timonel.
Ganó dos medallas en el Campeonato Mundial de Remo, en los años 2018 y 2022, y ocho medallas en el Campeonato Europeo de Remo entre los años 2012 y 2023.
Fue el abanderado de Rumania en la ceremonia de apertura de los Juegos Olímpicos de París 2024 junto con su esposa Ionela-Livia Lehaci.

## Palmarés internacional
| Juegos Olímpicos   | Juegos Olímpicos         | Juegos Olímpicos  | Juegos Olímpicos   |
| Año                | Lugar                    | Medalla           | Prueba             |
| ------------------ | ------------------------ | ----------------- | ------------------ |
| 2020               | Tokio (Japón)            | Medalla de plata  | Dos sin timonel    |
| Campeonato Mundial |                          |                   |                    |
| Año                | Lugar                    | Medalla           | Prueba             |
| 2018               | Plovdiv (Bulgaria)       | Medalla de plata  | Dos sin timonel    |
| 2022               | Račice (República Checa) | Medalla de oro    | Dos sin timonel    |
| Campeonato Europeo |                          |                   |                    |
| Año                | Lugar                    | Medalla           | Prueba             |
| 2012               | Varese (Italia)          | Medalla de plata  | Cuatro sin timonel |
| 2013               | Sevilla (España)         | Medalla de plata  | Cuatro sin timonel |
| 2017               | Račice (República Checa) | Medalla de plata  | Cuatro sin timonel |
| 2018               | Glasgow (Reino Unido)    | Medalla de bronce | Dos sin timonel    |
| 2019               | Lucerna (Suiza)          | Medalla de plata  | Dos sin timonel    |
| 2020               | Poznań (Polonia)         | Medalla de oro    | Dos sin timonel    |
| 2022               | Múnich (Alemania)        | Medalla de oro    | Dos sin timonel    |
| 2023               | Bled (Eslovenia)         | Medalla de plata  | Ocho con timonel   |